# Сферичне дзеркало

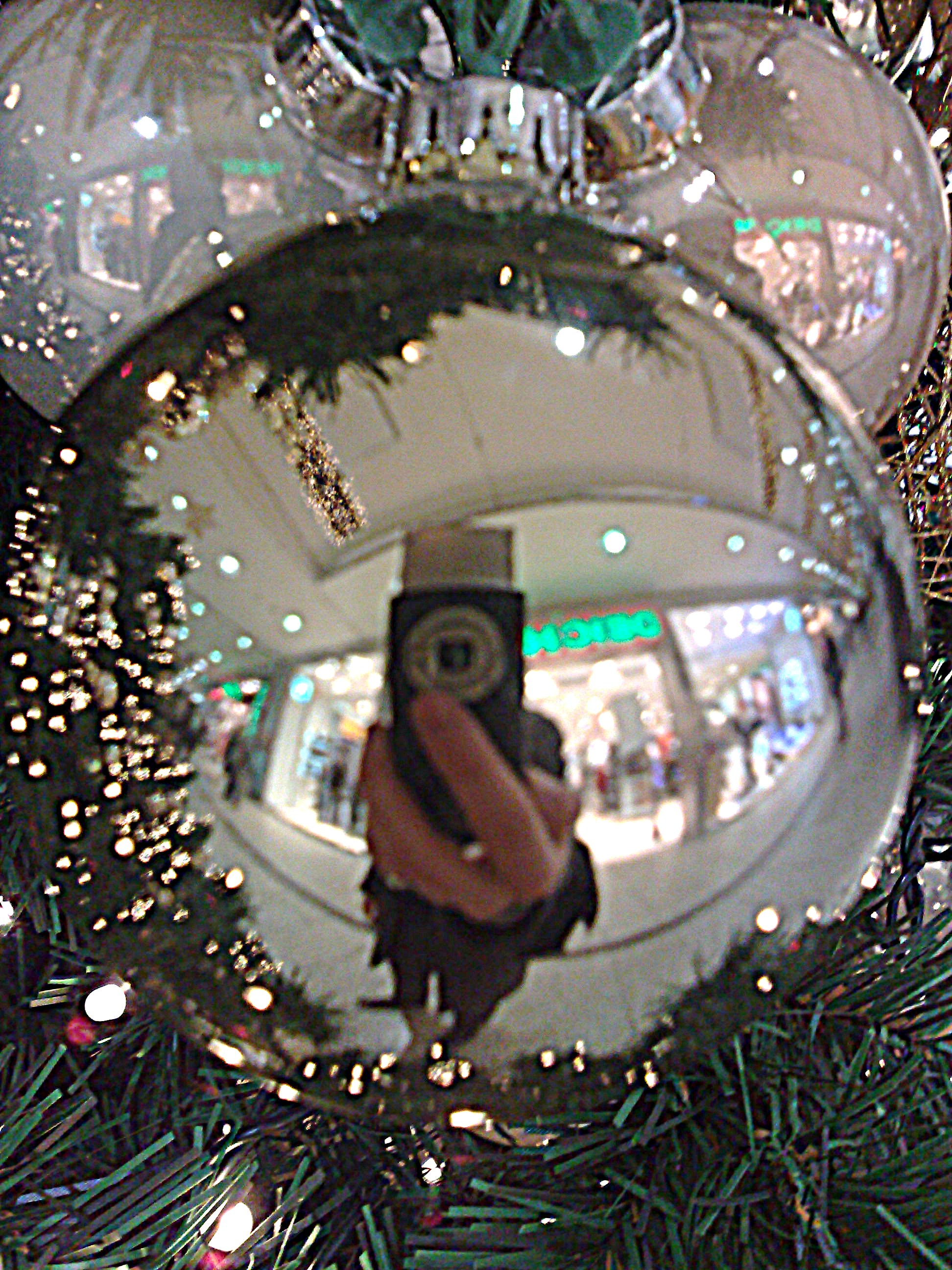
Уявне зображення фотокамери та навколишнього простору в опуклому сферичному дзеркалі — ялинковій іграшці-кулі.

Сферичне дзеркало — дзеркало, відбивальна поверхня якого має вигляд сегмента сфери.

## Опис
Сферичне дзеркало може бути опуклим або увігнутим — в залежності від того, який бік сегмента сфери — опуклий чи увігнутий — є відбивальним. Центр відповідної сферичному дзеркалу сфери називається його центром або оптичним центром, середина сегмента — полюсом дзеркала, пряма, що проходить через центр та полюс — головною оптичною віссю дзеркала. Інші прямі, що проходять через центр дзеркала та точку, відмінну від полюса, називаються його побічними оптичними осями.
Параксіальні промені, паралельні головній оптичній осі опуклого сферичного дзеркала, так само як і продовження параксіальних променів, паралельних головній оптичній осі увігнутого сферичного дзеркала, перетинаються в одній точці, що зветься його фокусом. Він розташований посередині між центром та полюсом дзеркала, тобто відстань (f) від нього до дзеркала дорівнює половині радіуса (R) :
{\displaystyle f=\ {\frac {R}{2}}\ \,}
У сферичного дзеркала, як взагалі у будь-якого дзеркала, відсутня хроматична аберація, але виражена сферична аберація. Сферична аберація виражена тому, що на відміну від параболічного дзеркала (тобто сегмента параболоїда обертання), сферичне дзеркало може збирати в одній точці лише параксіальні промені, тобто ті з променів, паралельних головній оптичній осі, які близькі до цієї осі. Сферичну аберацію в одному з прикладів застосування сферичного увігнутого дзеркала, дзеркально-лінзовому телескопі системи Дмитра Максутова, усувають компенсуванням спеціально підібраною лінзою — меніском.
Відомим прикладом опуклого сферичного дзеркала є ялинкова куля.

## Побудова зображення в сферичному дзеркалі
Найпростіше побудувати зображення відрізка, перпендикулярного головної оптичної осі дзеркала та настільки невеликого по висоті, що промінь, який виходить з його верхньої точки та паралельний головній оптичній осі дзеркала — параксіальний. Його зображенням буде також перпендикулярним головної оптичної осі дзеркала, відстань його від дзеркала при відомій відстані від дзеркала до предмета та фокусній відстані дзеркала можна обчислити за формулою дзеркала. Висота зображення (y') дорівнює добутку висоти предмета (y) на відношення відстані від зображення до дзеркала (v) до відстані від дзеркала до предмета (u) :
{\displaystyle y'=y\ \cdot \ {\frac {v}{u}}\ \,}

### Для увігнутого сферичного дзеркала
Якщо сферичне дзеркало увігнуте, можливі різні випадки розташування зображення щодо дзеркала при різних відстанях до предмета. Буквою C позначено центр дзеркала, а буквою F — його фокус. При u>f формула дзеркала має вигляд:
{\displaystyle \ {\frac {1}{u}}+\ {\frac {1}{v}}=\ {\frac {2}{R}},\ \,}
а при u<f:
{\displaystyle \ {\frac {1}{u}}-\ {\frac {1}{v}}=\ {\frac {2}{R}}.\ \,}
Для побудови взято три промені (хоча достатньо двох) :
- промінь, що паралельний головній оптичній осі і після відбиття від дзеркала пройде через його фокус;
- промінь, що проходить через фокус і після відбиття піде паралельно головній оптичній осі;
- промінь, що падає на полюс дзеркала і після відбиття піде під кутом, рівним куту падіння (за законом відбиття світла).

|  |  |

|  |  |

### Для опуклого сферичного дзеркала
Побудова зображення в опуклому сферичному дзеркалі простіша, ніж в увігнутому: тут за будь-якої відстані від предмета до дзеркала його зображення розташоване за дзеркалом. На малюнку нижче буквою F позначено фокус опуклого дзеркала, буквою V — полюс, y — висота предмета, y' — висота зображення. Формула дзеркала в цьому випадку має вигляд:
{\displaystyle \ {\frac {1}{u}}-\ {\frac {1}{v}}=-\ {\frac {2}{R}}\ \,}
Для побудови взято два промені:
- промінь від верхньої точки предмета, паралельний головній оптичній осі, що відіб'ється від дзеркала, і продовження цього відбитого променя пройде через фокус та через верхню точку зображення;
- промінь від верхньої точки предмета, продовження якого проходить через фокус, що після відображення піде паралельно головній оптичній осі, а продовження цього відбитого променя також пройде через верхню точку зображення.

Таким чином, верхньою точкою зображення буде точка перетину продовження першого відображеного променя та продовження другого відбитого променя.

Зображення в опуклому дзеркалі — уявне, пряме, зменшене, знаходиться по інший бік дзеркала від предмета.